# Konsulat Generalny Niemiec we Wrocławiu
Konsulat Generalny Niemiec we Wrocławiu – niemiecka placówka konsularna z siedzibą przy ul. Podwale 76 we Wrocławiu.